# Kanjhawala
Kanjhawala é uma vila no distrito de North West, no estado indiano de Deli.

## Demografia
Segundo o censo de 2001, Kanjhawala tinha uma população de 8700 habitantes. Os indivíduos do sexo masculino constituem 54% da população e os do sexo feminino 46%. Kanjhawala tem uma taxa de literacia de 66%, superior à média nacional de 59,5%: a literacia no sexo masculino é de 74% e no sexo feminino é de 58%. Em Kanjhawala, 16% da população está abaixo dos 6 anos de idade.